# تاملوت
تاملوت أو ثامالوتس هي قرية موجودة في بلدية قنزات، الكائنة بدائرة قنزات، بولاية سطيف الجزائرية.